# Kauehi (Polinesia Francesa)
Kauehi es una comuna asociada de la comuna francesa de Fakarava  que está situada en la subdivisión de Islas Tuamotu-Gambier, de la colectividad de ultramar de Polinesia Francesa.

## Composición
La comuna asociada de Kauehi comprende los atolones de Kauehi y Taiaro:
| Comuna asociada de Kauehi |     |    |       |
| Kauehi                    | 531 | 15 | 17.13 |
| Taiaro                    | 6   | 0  | 0     |

## Demografía
| Gráfica de evolución demográfica de Kauehi entre 1977 y 2012 |
|                                                              |

Fuente: Insee